# Nikolai Kovaliov
Nikolai Kovaliov (în rusă Николай Анатольевич Ковалёв) (n. 28 octombrie 1986, Orenburg, RSFS Rusă, URSS) este un scrimer rus specializat pe sabie, laureat cu bronz la Jocurile Olimpice din 2012, triplu campion mondial pe echipe (în 2011, 2013, și 2016), dublu campion european pe echipe (în 2007 și 2012), și campion mondial la individual în 2014.

## Carieră
Kovaliov a început scrima la vârsta de nouă ani, pentru că-i plăcea să se joace cu săbii. A învățat sa tragă cu Vladimir Diacenko, care în prezent rămâne antrenorul său personal. A fost selecționat la vârsta de douăzeci ani la lotul național de seniori pentru Campionatul European din 2006 de la Kiev, unde echipa Rusiei a cucerit mediala de bronz.
A participat Jocurile Olimpice de vară din 2008 de la Beijing, dar a pierdut în tabloul de 32 cu spaniolul Jaime Martí. La Jocurile Olimpice de vară din 2012 de la Londra a ajuns în semifinală, unde a fost învins cu scorul 15–17 de maghiarul Áron Szilágyi. A trecut cu scorul 15–10 de românul Rareș Dumitrescu în „finala mică” pentru medalia de bronz. A cucerit titlul mondial la Campionatul Mondial din 2014 de la Kazan, învingând în finala pe coreeanul Gu Bon-gil.
Cu echipa Rusiei este triplu campion mondial (în 2011, 2013 și 2016) și dublu campion european (în 2007 și 2012).

## Palmares
Clasamentul la Cupa Mondială
| An  | 2003 | 2004 | 2005 | 2006 | 2007 | 2008 | 2009 | 2010 | 2011 | 2012 | 2013 | 2014 | 2015 |
| --- | ---- | ---- | ---- | ---- | ---- | ---- | ---- | ---- | ---- | ---- | ---- | ---- | ---- |
| Loc | 183  | 276  | 117  | 27   | 72   | 26   | 25   | 23   | 11   | 6    | 6    | 12   | 16   |

## Legături externe
- Nikolay Kovalev: Epic Sabre Compilation pe YouTube, o compilare de Sydney Sabre Centre
- en Nikolai Kovaliov la Olympedia.org